# Emiliano Sala
Emiliano Raúl Sala Taffarel (* 31. Oktober 1990 in Cululú, Provinz Santa Fe; † 21. Januar 2019 bei Guernsey im Ärmelkanal) war ein argentinischer Fußballspieler.

## Karriere
Sala wuchs in San Francisco in der argentinischen Provinz Córdoba auf und wurde beim Club Escuela Proyecto Crecer fußballerisch ausgebildet, der insbesondere zum französischen Klub Girondins Bordeaux Verbindungen hat. 2010 wechselte er zu Girondins Bordeaux und spielte in der Folge im Reserveteam; für das Profiteam kam der Stürmer lediglich am 8. Februar 2012 in der zweiten Hälfte der Verlängerung des Achtelfinals um die Coupe de la Ligue gegen Olympique Lyon zu einem Kurzeinsatz. Ohne Aussicht auf Einsätze wurde er für die Spielzeit 2012/13 in die drittklassige National (D3) an US Orléans verliehen und erzielte im Saisonverlauf in 37 Ligaeinsätzen 18 Tore. Auch in der folgenden Saison wurde er verliehen; beim Zweitligisten Chamois Niort war er in 37 Spielen erneut 18-mal erfolgreich, dabei gelangen ihm in seinen letzten zwölf Einsätzen ebenso viele Tore. In der Saison 2014/15 debütierte er schließlich für Bordeaux in der erstklassigen Ligue 1. Nach elf Einsätzen in der Hinrunde – davon vier in der Startelf – und einem Treffer, entschieden sich die Vereinsverantwortlichen aber zur Rückrunde für eine erneute Leihe. Beim Erstligakonkurrenten SM Caen brachte er es hierbei auf fünf Tore in 13 Einsätzen.
Zur Saison 2015/16 verpflichtete der FC Nantes Sala für eine Ablöse von etwa einer Million Euro. Dort kam er in seiner ersten Saison auf sechs Ligatore, 2016/17 und 2017/18 gelangen ihm jeweils zwölf Saisontreffer. Trotz dieser Zahlen spielte er unter Trainer Miguel Cardoso zu Beginn in der Saison 2018/19 keine Rolle in der Kaderplanung, ein Wechsel zu Galatasaray Istanbul zerschlug sich jedoch Ende August 2018. Nach der Entlassung Cardosos gehörte er unter dessen Nachfolger Vahid Halilhodžić wieder zur Stammelf, bei dessen Heimspieldebüt erzielte er einen Hattrick bei einem 4:0-Erfolg über den FC Toulouse. Bis Januar 2019 hatte er in 19 Einsätzen bereits zwölf Ligatore erzielt und profitierte dabei neben einer offensiveren Ausrichtung unter Halilhodžić auch von den beiden Außen Anthony Limbombe und Gabriel Boschilia. Sala zog von Fanseite gelegentlich wegen seines ungelenken Laufstils und seiner Geschwindigkeitsdefizite Spott auf sich, nach Meinung des Guardian stellte er „im Grunde den Archetyp des kraftvollen südamerikanischen Stürmers dar, der mehr mit Physis als Eleganz gesegnet“ ist.

### Auszeichnungen
- Spieler des Monats der Ligue 1: Februar 2015, Oktober 2018

## Verschwinden und Tod

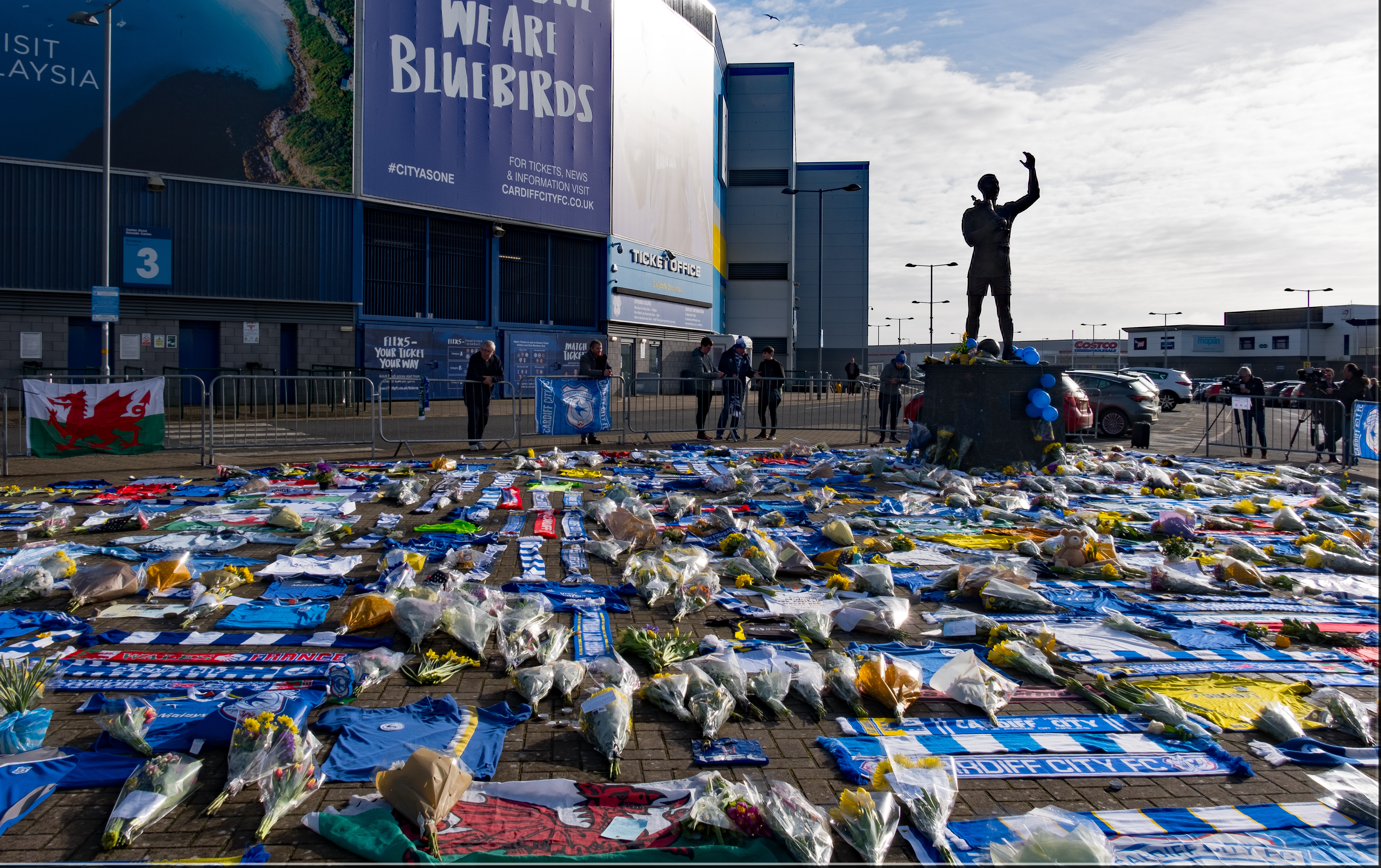
Fans von Cardiff City bekunden ihre Anteilnahme

Am 19. Januar 2019 gab der walisische Erstligist Cardiff City – vorbehaltlich einer Spielerlaubnis – die Verpflichtung von Sala für eine vereinsinterne Rekordablösesumme bekannt.
Am Abend des 21. Januar 2019 verschwand eine einmotorige Piper PA-46 Malibu mit Sala an Bord auf dem Flug von Nantes nach Cardiff 15 Minuten nach dem Start etwa 20 Kilometer nördlich der Kanalinsel Guernsey vom Radar. Der letzte Kontakt bestand bei einer Flughöhe von 700 Metern mit dem Flughafen Jersey. Sala war laut der britischen Polizei außer dem Piloten der einzige Insasse an Bord des Flugzeugs. Wie Salas Vater der Presse gegenüber bestätigte, verschickte der Fußballer noch aus dem Flugzeug heraus eine Sprachnachricht an Verwandte und Freunde. Eine umfangreiche Suchaktion mit Helikoptern, Flugzeugen und einem Schiff wurde nach drei Tagen ohne Ergebnis abgebrochen.
Das für den 23. Januar angesetzte Pokalspiel zwischen Nantes und Entente Sannois Saint-Gratien wurde auf Bitten des FC Nantes verschoben. Am ersten Abend nach dem Verschwinden der Maschine versammelten sich hunderte Anhänger des FC Nantes auf der Place Royale in Nantes, um Salas und des Piloten zu gedenken.
Am 3. Februar 2019 wurde das Flugzeugwrack im Ärmelkanal von dem durch die Angehörigen beauftragten Suchteam unter Leitung von David Mearns in etwa 63 Metern Tiefe gefunden. Drei Tage später wurde aus dem Wrack eine Leiche geborgen. Am Abend des 7. Februar bestätigte die Polizei Guernseys, dass es sich um Sala handelt. Laut der Obduktion starb er an schweren Verletzungen im Kopf- und Brustbereich. Darüber hinaus wurde in Salas Blut eine potenziell tödliche Konzentration an Kohlenmonoxid nachgewiesen; welcher technische Defekt am Flugzeug dazu geführt hatte, ist noch unklar. Des Weiteren verfügte der Pilot nicht über die notwendige Berechtigung, um zahlende Fluggäste zu befördern, was er allerdings schon des Öfteren getan hatte. Er hatte lediglich eine Privatpilotenlizenz ohne Instrumentenflugberechtigung oder Nachtflugberechtigung. Dennoch flog er nachts im Blindflug über den Ärmelkanal.
Landsleute wie die Fußballprofis Lionel Messi oder Gonzalo Higuaín und Argentiniens Präsident Mauricio Macri bekundeten öffentlich ihre Anteilnahme. Am 16. Februar 2019 wurde Sala in seinem Heimatort Progreso im Rahmen einer öffentlichen Trauerfeier beigesetzt.
Nach Salas Tod brach zwischen den beiden Clubs in Cardiff und Nantes ein Rechtsstreit um die Ablösesumme von 17 Mio. Euro aus. Nantes forderte die Zahlung mit der Begründung, dass Sala zum Zeitpunkt des Absturzes bereits Spieler von Cardiff gewesen sei. Cardiff verweigerte die Zahlung, weshalb Nantes Klage bei der FIFA einreichte, wo die Fälligkeit der Ablösesumme bestätigt wurde. Dieses Urteil ficht Cardiff vor dem Internationalen Sportgerichtshof an. Im August 2022 urteilte der CAS, dass der Transfer vollständig abgeschlossen war und Cardiff die erste Rate von sechs Millionen zu zahlen habe.
Rund drei Monate nach dem Tod seines Sohnes starb Emiliano Salas Vater Horacio Sala im Alter von 58 Jahren an den Folgen eines Herzinfarkts.
Im Oktober 2021 wurde der Geschäftsmann, der den Flug organisiert hatte, wegen Gefährdung der Sicherheit eines Flugzeugs schuldig gesprochen.